# اوک تک یون
اوک تک یون (کره‌ای: 옥택연؛ زادهٔ ۲۷ دسامبر ۱۹۸۸) که با نام هنری تکیون (انگلیسی: Taecyeon) شناخته می‌شود، رپر، خواننده، ترانه‌سرا، بازیگر و کارآفرین اهل کره جنوبی است. او رپر اصلی گروه پسرانهٔ کره‌ای توپی‌ام است.
تکیون در سال ۲۰۱۰ و بازی در در ناخواهری سیندرلا حرفهٔ بازیگری خود را آغاز کرد و از آن زمان تاکنون در رؤیای بلند (۲۰۱۲)، تو کیستی؟ (۲۰۱۳)، روزهای فوق‌العاده (۲۰۱۴)، مجلس ملی (۲۰۱۵)، هی روح، بیا بجنگیم (۲۰۱۶)، نجاتم بده (۲۰۱۷)، بازی: به سوی صفر (۲۰۲۰)، بازرس مخفی سلطنتی و جوی (۲۰۲۱)، وینچنزو (۲۰۲۱) و کور (۲۰۲۲) ایفای نقش کرده‌است.اا

## زندگی‌نامه
- وی در بوسان کره جنوبی متولد شد و تا سن ۱۰ سالگی در این شهر زندگی کرد و از ۱۰ تا ۱۷ سالگی، به همراه خانواده به مدت ۷ سال در شهر بدفورد در حومه بوستون ایالت ماساچوست آمریکا زندگی کرد.
- خانواده او شامل والدین و خواهرش Jihyen هستند.
- او در در دبیرستان بدفورد تحصیل کرد و در باشگاه شطرنج - گروه جاز و تیم فوتبال دبیرستان مشغول بود.
- وی در حال حاضر در مقطع فوق لیسانس مدیریت بازرگانی در دانشگاه کره کره جنوبی مشغول به تحصیل است.
- وی به زبان‌های انگلیسی - ژاپنی و کره‌ای مسلط است. به دلیل اینکه وی در پوسان متولد شده می‌تواند به لهجه محلی این شهر satoori هم صحبت کند که در سریال روزهای شگفت‌انگیز از این لهجه استفاده می‌کرد.
- در سال 2010 او گرین کارت آمریکایی خود را برای حضور در ارتش کره در دوران سربازی باطل کرد و همچنین در راستای پیوستن به ارتش کره سال 2008 کمر خود و سال 2013 بازوی خود و سال 2016 چشمان خود را عمل کرد.ابتدا قرار بود ژانویه 2017 به همراه دیگر عضو گروه تو پی ام "جونکی" به ارتش ملحق بشوند که این زمان به تعویق افتاد.
- در ماه مه سال 2012 بعد از اجرای کنسرت گروه در توکیو اعضای گروه توپی ام تصمیم به انجام بازی مچ انداختن گرفتند که در این حین و به صورت ناخواسته جونهو باعث شکستن بازوی تکیون شد که به همین دلیل روی بازوی چپ او جای زخم بزرگی دیده می‌شود.بهمین خاطر از سال 2012 او اقدام به انجام چند عمل جراحی برای بهبود بازوی خود کرده.
- او با بیشتر اهالی صنعت سرگرمی کره دوستی دارد که از بین آن‌ها می‌توان به کیم سو هیون و سوزی همبازیانش در سریال رویای بلند 1 و اعضای گروه کره‌ای گرلز جنریشن اشاره کرد.
- رابطه و دوستی نزدیک او با پارک شین-هه ستاره زن کره‌ای باعث بوجود آمدن برخی شایعات حول محور رابطه عاشقانه آن دو شد که صحت ندارد.

## فعالیت‌های سینما و تلویزیون
- وی در سال ۲۰۱۰ و دو سال پس از شروع فعالیت به عنوان یک خواننده با حضور در سریال محبوب "ناخواهری سیندرلا" فعالیت خود را به عنوان یک بازیگر شروع کرد. از دیگر بازیگران این فیلم می‌توان به مون گیون یانگ و چون جونگ-میونگ اشاره کرد.در این سال در برنامه "Family Outing 2" در کنار ستاره‌هایی مانند یونا-هیچول و جو کوان در شبکه SBS حضور پیدا کرد.
- در سال ۲۰۱۱ در سریال "رویای بلند ۱" به عنوان بازیگر نقش اصلی حضور داشت و در این سریال با بازیگرهایی همچون کیم سو هیون و سوزی همبازی بود که در این سریال عضو دیگر گروه توپی ام جانگ وویانگ هم حضور داشت. در همین سال در سریال ژاپنی "۹۹ روز با یک ستاره" محصول fujiTV در کنار کیم ته هی ایفای نقش کرد.
- در سال ۲۰۱۲ در زمینه فیلم و سریال فعالیتی نداشت.
- در سال ۲۰۱۳ هم بر پرده سینما و هم در قاب تلویزیون ظاهر شد. در این سال در سریال ۱۶ قسمتی "تو کی هستی؟" در نقش اول مرد با سو ای هیون همبازی شد و در نقش یک کاراگاه حضور داشت. در ۲۰۱۳ او با فیلم "ازدواج آبی" بر پرده سینما ظاهر شد و در این فیلم با لی یون هی زوج بود.در فوریه این سال تأیید شد که تکیون وستاره تایوانی گویی گویی در نسخه جهانی برنامه محبوب "ما ازدواج کردیم" شبکه MBC به عنوان زوج حضور خواهند داشت.
- او در سال ۲۰۱۴ در سریال شبکه KBS به اسم "روزهای شگفت‌انگیز" ایفای نقش کرد که این سریال ۵۰ قسمتی بود؛ و از دیگر بازیگران این فیلم می‌توان به کیم هی سان و لی سوجین اشاره کرد.وی در برنامه "سه وعده غذا"(فصل اول) هم در کنار لی سوجین به عنوان مجری حضور پیدا کرد و این برنامه 11 قسمتی از شبکه tvN کره جنوبی پخش شد و بسیار محبوب شد.
- در ۲۰۱۵ او در سریال "مجلس" که باز هم محصول KBS است ظاهر شد.در همین سال و در راستای محبوبیت فصل اول برنامه "سه وعده غذا" تکیون بازهم به عنوان مجری در این برنامه و در قالب فصل دوم ظاهر شد و از ستارگان کره‌ای مثل پارک شین هه در این برنامه دعوت به عمل آمد.
- در سال 2016 در وب درام "لمس کردن تو" در نقش مردی که می‌تواند آینده را ببیند نقش آفرینی کرد که محصول کمپانی جی.وای.پی اینترتیمنت است.همچنین در 1 مه 2016 تأیید شد اون در سریال "روح بیا بجنگیم" در کنار کیم سو-هیون در نقش‌های اصلی ظاهر می‌شوند و او نقش دانشجویی را بازی می‌کند که می‌تواند روح‌ها را ببیند.در اواخر سال 2016 و بمناسبت کریسمس شرکت تبلیغاتی Lotte Duty Free اقدام به پخش یک وب درام 8 قسمتی به نام "اولین بوسه برای هفتمین بار" کرد که تکیون هم به عنوان بازیگر نقش اصلی در کنار ستاره‌هایی مثل لی مین-هو،لی جونگ-گی،پارک هه-جین،جی چانگ-ووک،کای ،لی جونگ-سوک و چویی جی-وو به ایفای نقش پرداخت.دهم اکتبر 2016 تأیید شد که تکیون در فیلم سینمایی "خانه‌ای فراتر از زمان" در نقش یک کشیش کاتولیک در کنار یونجین کیم بازی خواهد کرد.فیلمبرداری در سال 2016 و اکران آن آوریل 2017 میلادی بود.
- (ژوئن 2017) او در حال فیلمبرداری سریال شبکه OCN به اسم "نجاتم بده" به همراه سئو یه جین است.این سریال برای پخش در ماه آگوست سال 2017 آماده می‌شود.
- در حال حاضر تکیون درحال فیلمبرداری سریال وینچنزو با بازی سونگ‌جونکی و جون‌یوبین میباشد شروع این سریال ۲۰قسمتی ۲اسفند میباشد. اوک تک-یون در این سریال با نام جانگ هان سوک نقش فردی با اختلال روانی را ایفا میکند که صاحب یک شرکت بزرگ است.

## فیلم‌شناسی

### مجموعه تلویزیونی
| سال  | عنوات                   | نقش                        | توضیحات | منابع |
| ---- | ----------------------- | -------------------------- | ------- | ----- |
| ۲۰۱۰ | ناخواهری سیندرلا        | هان جونگ وو                |         |       |
| ۲۰۱۱ | رؤیای بلند              | جین گوک / هیون شی هیوک     |         |       |
| ۲۰۱۱ | بوکو استار              | ته سونگ                    |         |       |
| ۲۰۱۴ | تو کیستی؟               | چا گون وو                  |         |       |
| ۲۰۱۴ | روزهای فوق‌العاده        | کانگ دونگ هی               |         |       |
| ۲۰۱۵ | مجلس ملی                | کیم کیو هوان               |         |       |
| ۲۰۱۶ | هی روح، بیا بجنگیم      | پارک بونگ پال              |         |       |
| ۲۰۱۷ | نجاتم بده               | هان سانگ هوان              |         |       |
| ۲۰۲۰ | بازی: به سوی صفر        | کیم ته پیونگ               |         |       |
| ۲۰۲۱ | وینچنزو                 | جانگ جون وو / جانگ هان سوک |         | [ ۴ ] |
| ۲۰۲۱ | بازرس مخفی سلطنتی و جوی | را یی اون                  |         | [ ۵ ] |
| ۲۰۲۲ | کور                     | ریو سونگ جون               |         | [ ۶ ] |
| ۲۰۲۳ | ضربان قلب               | سون وو هیول                |         |       |